# El Pretil
El Pretil är en ort i Mexiko.   Den ligger i kommunen Santiago Tuxtla och delstaten Veracruz, i den sydöstra delen av landet, 400 km öster om huvudstaden Mexico City. El Pretil ligger 7 meter över havet och antalet invånare är 120.
Terrängen runt El Pretil är mycket platt. Runt El Pretil är det ganska tätbefolkat, med 67 invånare per kvadratkilometer. Närmaste större samhälle är Tlapacoyan, 19,4 km nordost om El Pretil. Trakten runt El Pretil består till största delen av jordbruksmark.